# 格林鎮區 (愛荷華州瓦佩洛縣)
格林鎮區（英語：Green Township）是位於美國愛荷華州瓦佩洛縣的一個行政鎮區。

## 地方資料
根據2010年美國人口普查的數據，格林鎮區的面積為77.97平方千米，當中陸地面積為77.94平方千米，而水域面積為0.03平方千米。當地共有人口721人，而人口密度為每平方千米9.25人。